# Runddysse Thinghøj

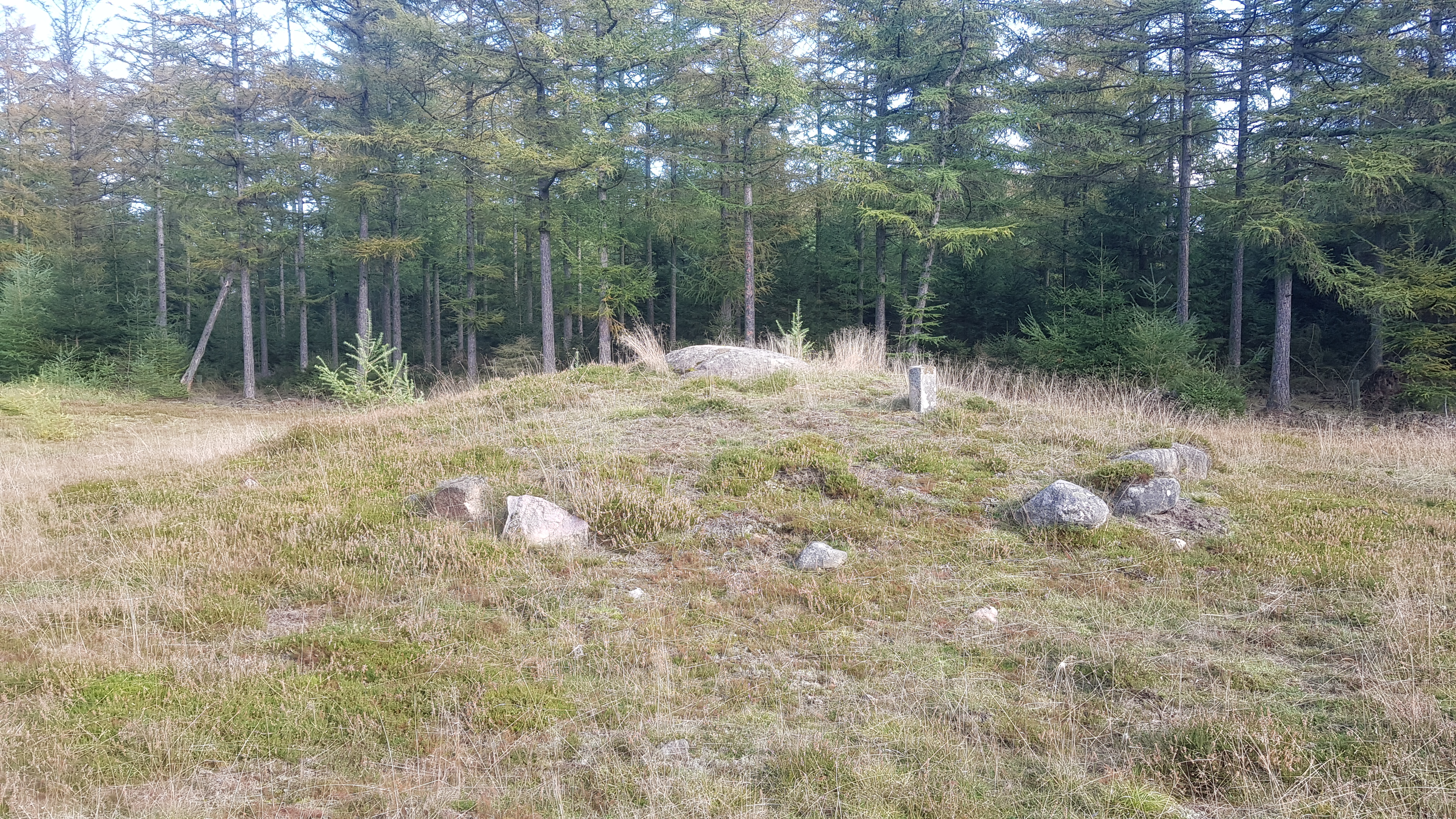
Runddysse Thinghøj

Der Runddysse Thinghøj liegt im Süden der Klelund Plantage, nordwestlich von Lindknud, bei Vejen in der Region Syddanmark in Jütland in Dänemark. Es ist eine zwischen 3500 und 2800 v. Chr. entstandene Megalithanlage der Trichterbecherkultur (TBK). 
Der Hügel des von A. P. Madsen (1822–1911) 1892 beschriebenen, unter Schutz stehenden Tinghøj ist etwa 0,9 m hoch und hat 11,0 m Durchmesser. Am Fuße der westlichen Hügelhälfte stehen 16 Randsteine nahe beieinander. In der östlichen Hälfte finden sich vier einzelne bis zu 1,2 m hohe Randsteine. In der Mitte liegt eine nicht untersuchte Kammer mit einem schweren, etwa 2,2 m langen, 1,6 m breiten und 1,0 m dicken Deckstein.
In der Nähe liegen das Ganggrab von Sønder Bøel, die Langdysse in der Klelund-Plantage und der Store Jyndovn.